# Feliz Navidad
«Feliz Navidad» (ісп. [feˈliz naβiˈða(ð)]; букв. переклад «Щасливого Різдва») — різдвяна пісня, написана та вперше записана в 1970 році пуерториканським співаком і автором пісень Хосе Фелісіано. З її простим, щирим текстом – традиційним іспанським привітанням з Різдвом/Новим роком «Feliz Navidad, próspero año y felicidad» («Щасливого Різдва, процвітаючого року та щастя»), і текстом англійською мовою «I wanna wish you a Merry Christmas from the bottom of my heart» - вона стала різдвяною класикою і набула популярності в усьому світі.

## Історія створення
Фелісіано каже, що він записав пісню, коли відчував тугу за домом на Різдво, сумуючи за своєю сім’єю в Нью-Йорку та за своїми родичами, сидячи в студії в Лос-Анджелесі. Він згадав, як святкував Святвечір зі своїми братами, їв традиційні страви Пуерто-Рико, пив ром і ходив колядувати. «Це виражало радість, яку я відчував на Різдво, і той факт, що я почувався дуже самотнім, — сказав він NPR у грудні 2020 року. — Я сумував за своєю сім’єю, я сумував за різдвяними колядками з ними. Я сумував за всією різдвяною сценою».

## Місця у чартах
Запис Фелісіано 1970 року «Feliz Navidad» (де він одночасно грає на акустичній гітарі та пуерториканському куатро) є однією з найбільш завантажуваних і транслюваних різдвяних пісень у Сполучених Штатах і Канаді. Станом на 25 листопада 2016 року загальний обсяг продажів цифрового треку становив 808 000 завантажень згідно з Nielsen SoundScan, що помістило його на восьме місце в списку найбільш продаваних різдвяних/святкових цифрових синглів в історії SoundScan. Також ASCAP визнала її однією з 25 найпопулярніших різдвяних пісень у світі.
Оригінальна версія «Feliz Navidad» не входила до жодного з музичних чартів популярності Billboard США, поки минуло більше двох з половиною десятиліть після її запису, спочатку в чарті Adult Contemporary за тиждень, що закінчився 3 січня 1998 року ( досягнувши № 18), а потім у чарті Radio Songs наступного тижня (досягнувши № 70). Через два роки, на тиждень, що закінчився 8 січня 2000 року, пісня знову увійшла до чарту Billboard Adult Contemporary, досягнувши нового піку під № 12.
Майже через два десятиліття пісня «Feliz Navidad» уперше увійшла до головного чарту Billboard Hot 100, а саме 7 січня 2017 року під номером 44. 22 грудня 2018 року пісня знову потрапила в чарт. у Hot 100 під номером 42, а наступного тижня став першим топ-40 хітом Фелісіано з 1968 року, піднявшись до № 34. Через два роки та лише через два тижні після повторного входу в чарт Hot 100 під № 45 на За тиждень, що закінчився 5 грудня 2020 року, «Feliz Navidad» уперше потрапив у топ-10 (зайняв 10-е місце), ставши першим топ-10 хітом Фелісіано в чарті Hot 100 після того, як його кавер на пісню The Doors «Light My Fire» досягла піку на 3-му місці в серпні 1968 року. Через два тижні «Feliz Navidad» піднявся на 6-е місце в чартах Hot 100.

## Інші версії
У 2017 році Фелісіано випустив ска-версію «Feliz Navidad» у співпраці з англійським музикантом Джулсом Холландом.

## Чарти
| Chart (1970–2023)                         | Peak position |
| ----------------------------------------- | ------------- |
| Australia (ARIA)                          | 19            |
| Австрія (Ö3 Austria Top 75)               | 6             |
| Бельгія (Ultratop Flanders)               | 19            |
| Бельгія (Ultratop Wallonia)               | 26            |
| 102                                       |               |
| Канада (Canadian Hot 100)                 | 9             |
| Чехія (Singles Digitál Top 100)           | 34            |
| Denmark (Tracklisten)                     | 26            |
| Фінляндія (Suomen virallinen lista)       | 7             |
| France (SNEP)                             | 46            |
| Німеччина (Media Control AG)              | 7             |
| Billboard Global 200                      | 5             |
| Угорщина (Single Top 40)                  | 21            |
| Угорщина (Stream Top 40)                  | 11            |
| Ірландія (IRMA)                           | 11            |
| Italy (FIMI)                              | 2             |
| Lithuania (AGATA)                         | 11            |
| Нідерланди (Mega Single Top 100)          | 7             |
| New Zealand (Recorded Music NZ)           | 8             |
| Norway (VG-lista)                         | 22            |
| Польща (Polish Airplay Top 100)           | 63            |
| Португалія (AFP)                          | 19            |
| Шотландія (Official Charts Company)       | 42            |
| Словаччина (Singles Digitál Top 100)      | 15            |
| Slovenia (SloTop50)                       | 21            |
| South Africa (RISA)                       | 92            |
| Іспанія (PROMUSICAE)                      | 35            |
| Sweden (Sverigetopplistan)                | 5             |
| Швейцарія (Media Control AG)              | 4             |
| Велика Британія (Official Charts Company) | 21            |
| США (Billboard Hot 100)                   | 6             |
| US Holiday 100 (Billboard)                | 3             |
| US Rolling Stone Top 100                  | 6             |

## Сертифікати
| Регіон                                                      | Сертифікація | Продажі |
| ----------------------------------------------------------- | ------------ | ------- |
| Австралія (ARIA)                                            | Платиновий   | 70 000  |
| Данія (IFPI Denmark)                                        | Платиновий   | 90 000  |
| Німеччина (BVMI)                                            | Платиновий   | 500 000 |
| Італія (FIMI)                                               | Платиновий   | 70 000  |
| Нова Зеландія (RIANZ)                                       | Золотий      | 15 000  |
| Португалія (AFP)                                            | Золотий      | 5000    |
| Іспанія (PROMUSICAE)                                        | Золотий      | 30 000  |
| Велика Британія (BPI)                                       | Платиновий   | 600 000 |
| продажі+прослуховування, що базуються лише на сертифікаціях |              |         |

## Кавер-версії
У 1980 році пісня була записана естонською мовою виконавцем Apelsin на слова Хенно Као, однак цей кавер під назвою «See viis» не призначений, як різдвяна пісня. Слова описують, як співак закохується в когось через пісню, яку той співає, але не може згадати нічого про пісню, крім мелодії. 
У 1981 році євро-карибська танцювальна група Boney M. включила кавер у свій різдвяний альбом. Протягом десятиліть ця версія залишалася улюбленою у святковому сезоні в Європі, досягнувши позначки 32 в офіційному єдиному чарті Іспанії. Хоча вона ніколи не була випущена як сингл у США, обкладинка також увійшла до чарту Billboard Holiday Airplay, досягнувши пікової позиції №. 44 у 2017 році.
У 2002 році анімаційний телевізійний мультфільм Ніка-молодшого «Дора-дослідниця» містив кавер на пісню в епізоді на різдвяну тематику «A Present for Santa», яку співають Дора, Чоботи, Санта-Клаус (озвучений Хауї Доро з  Backstreet Boys) і всі ельфи.
У 2011 році канадський співак Майкл Бубле записав кавер-версію пісні під назвою Mis Deseos/Felíz Navidad за участю мексиканської співачки Thalía для свого альбому Christmas. Їхня версія увійшла до кількох латинських та святкових чартів Billboard. Їхня версія також потрапила в хіт-паради таких європейських країн, як Бельгія та Угорщина.
У 2013 році американський християнський поп-гурт Unspoken записав кавер на пісню з новими куплетами.
«Feliz Navidad» був записаний фінською виконавицею симфонічного металу Тар’єю Турунен у 2017 році для її різдвяного альбому From Spirits and Ghosts (Score for a Dark Christmas). 6 грудня 2017 року вийшов кліп на сольну версію пісні. Спеціальна версія була випущена як сингл 8 грудня, у якому взяли участь друзі-музиканти Турунен Майкл Монро, Доро Пеш, Тоні Какко, Еліз Рід, Марко Сааресто, Тімо Котіпелто, Сімона Сімонс, Крістіна Скаббіа, Джо Лінн Тернер, Флор Янсен, Хансі Кюрш та Шерон ден Адель. Ансамблева версія була випущена, як благодійний сингл для жертв урагану Ірма на карибському острові Барбуда.
У 2020 році Thalía випустила версію пісні меренге. Вона дебютував під номером 17 у Monitor Latino Pop Charts у Домініканській Республіці. На другому тижні пісня піднялася на 6 місце в цьому чарті, і це була її найвища позиція.

## Пародії
У грудні 2009 року пародію на «Feliz Navidad» під назвою «The Illegal Alien Christmas Song» створили радіопродюсери Метт Фокс і Ей Джей Райс і опублікували на веб-сайті Human Events, щотижневого видання у Вашингтоні. Ця пародія, виконана англійською мовою, обігрувала стереотип про мексиканських іммігрантів як тих, хто п'є, і про те, що нелегальні іммігранти збираються «поширювати бубонну чуму». Фелісіано опублікував заяву 23 грудня на своєму офіційному веб-сайті:
Ця пісня завжди була мостом між культурами, які мені так дорогі, і ніколи не як засіб для поширення расизму та ненависті. Це огидно. І я хочу, щоб я і моя пісня як найшвидше віддалилися від усієї цієї справи.
Того ж дня в заяві для Associated Press Джед Баббін, редактор сайту Human Events, вибачився за «будь-яку образу, яку містер Фелісіано міг отримати від перегляду пародії», і видалив її з сайту.
Боб Ріверс написав і записав пародію під назвою «Police Stop My Car» про водіння в нетверезому стані, яка з'явилася в його альбомі More Twisted Christmas.